# Филимонов, Сергей Борисович
Серге́й Бори́сович Филимо́нов (укр. Сергій Борисович Філімонов; род. 29 марта 1947, Кутаиси) — советский, украинский и российский историк, архивист и краевед. Доктор исторических наук, профессор, заведующий кафедрой истории России Таврической академии Крымского федерального университета имени В. И. Вернадского. Заслуженный работник образования Республики Крым.
Автор более 500 печатных работ, посвящённых малоизученным вопросам истории русской интеллигенции, науки и культуры в Крыму и России в целом в XIX—XX веках.

## Биография
- Сергей Борисович Филимонов родился в г. Кутаиси (Грузия) 29 марта 1947 года.

Отец, Борис Дмитриевич, — офицер, участник Великой Отечественной войны, мама, Мария Васильевна, — учительница.
- 1965 г. июнь — окончил с золотой медалью школу № 6 в г. Лубны (Полтавская область).
- 1965 г. сентябрь — 1970 г. июнь — студент Московского государственного историко-архивного института.
- 1968 г. — награждён грамотой Министерства высшего и среднего специального образования СССР «за работу „Реформы высшего церковного управления в августе—ноябре 1917 года“, отмеченную на Всесоюзном конкурсе 1967/1968 учебного года на лучшую научную работу студентов вузов страны».
- 1970 г. июнь — защита дипломной работы «Архив М. И. Смирнова: из истории советского краеведения» (научный руководитель профессор С. О. Шмидт).
- 1970 г. август —1971 г. март — старший научный сотрудник Краснодарского крайгосархива.
- 1971 г. апрель — октябрь — старший научный сотрудник Черкасского облгосархива.
- 1971 г. ноябрь — 1974 г. ноябрь — аспирант кафедры вспомогательных исторических дисциплин Московского государственного историко-архивного института.
- 1974 г. 24 декабря — защита кандидатской диссертации «Источники по истории исторического краеведения в РСФСР, 1917—1929 гг.» в Московском государственном историко-архивном институте.
- 1974 г. декабрь — 1976 г. август — ассистент, старший преподаватель кафедры архивоведения и вспомогательных исторических дисциплин Уральского государственного университета имени A. M. Горького (г. Свердловск).
- 1975 г. 29 марта — женитьба на Ларисе Фёдоровне Веселовой.
- 1976 г. сентябрь — 1987 г. декабрь — доцент, старший научный сотрудник, вновь доцент кафедры истории СССР Симферопольского государственного университета имени М. В. Фрунзе (СГУ).
- 1980 г. 19 ноября — присвоено учёное звание доцента по кафедре истории СССР.
- 1987 г. декабрь — 2003 г. январь — доцент, профессор кафедры истории Украины и вспомогательных исторических дисциплин СГУ (с 1999 г. — Таврического национального университета имени В. И. Вернадского).
- 1992 г. 27 марта — защита докторской диссертации «Историческое краеведение в России и документальные памятники (1917—1929 гг.)» в Историко-архивном институте Российского государственного гуманитарного университета. Решение ВАК утверждено 15 мая 1992 г.[1]
- 1993 г. 24 ноября — присвоено учёное звание профессора по кафедре вспомогательных исторических дисциплин.
- 2002 г. сентябрь — по сей день — профессор (по совместительству) кафедры истории и международных отношений Черноморского филиала МГУ имени М. В. Ломоносова в г. Севастополе[2].
- 2003 г. январь — 2013 г. сентябрь — заведующий кафедрой российской истории Таврического национального университета имени В. И. Вернадского (ТНУ).
- 2013 г. сентябрь — 2014 г. апрель — в связи с упразднением кафедры российской истории — профессор кафедры истории древнего мира и средних веков ТНУ.
- 2014 г. апрель — по сей день — заведующий кафедрой истории России Таврической академии Крымского федерального университета имени В. И. Вернадского[3].

## Общественная работа
- 1994 — член редколлегии журнала «Крымский архив»[4]
- 1997 — член Союза ревнителей памяти императора Николая II
- 2001 — член Союза русских, украинских и белорусских писателей Автономной Республики Крым
- 2007 — политический обозреватель, член редколлегии мультимедийной службы новостей «Наша держава»[5]
- 2014 — член редколлегии журнала «Культурная жизнь Юга России»[6]
- 2016 — член диссертационного совета Д-900.006.06.
- 2017 — председатель Крымского отделения общероссийского Общества развития русского исторического просвещения «Двуглавый орел»

## Основные работы
Монографии
- 1976 — вышла в свет первая книга: «Историко-краеведческие материалы фонда Общества изучения Московской губернии (области)».
- 1989 — изданы книги «Историко-краеведческие материалы архива обществ по изучению Москвы и Московского края» и «Краеведение и документальные памятники (1917—1929 гг.)».
- 1991 — издана книга «Краеведческие организации европейской России и документальные памятники (1917—1929 гг.)».
- 1996 — издана книга «Хранители исторической памяти Крыма».
- 2000 — издана книга «Тайны судебно-следственных дел. Документальные очерки о жертвах политических репрессий в Крыму в 1920—1940-е годы».
- 2004 — изданы книги: «В. И. Вернадский и Крым: люди, места, события…» (в соавторстве); «„Секретно“: архиепископ Крымский Лука (Войно-Ясенецкий) под надзором партийно-советских органов» (в соавторстве); «Хранители исторической памяти Крыма» (2-е издание, дополненное публикацией остававшихся неизданными 130 протоколов заседаний Таврической ученой архивной комиссии и Таврического общества истории, археологии и этнографии за 1920—1931 гг.).
- 2006 — издана книга «Интеллигенция в Крыму (1917—1920): поиски и находки источниковеда»[7][8]
- 2007 — издана книга «Тайны крымских застенков. Документальные очерки о жертвах политических репрессий в Крыму в 1920—1940-е годы». Изд. 3-е, доп.
- 2010 — изданы книги «Из прошлого русской культуры в Крыму: поиски и находки историка-источниковеда»; «Крымская епархия под началом святителя Луки (Войно-Ясенецкого)» (в соавторстве)
- 2012 — издана книга «Запретно-забытые страницы истории Крыма: поиски и находки историка-источниковеда»[9]
- 2015 — издана книга «Крымская епархия в документах святителя Луки (Войно-Ясенецкого) и надзирающих органов. 1946—1961 гг.» (в соавторстве)[10]

Статьи
- И вновь о крымском «Современнике» 1943 года // Наша держава, 2010[11]
- Запретно-забытая публикация об убийстве Царской Семьи // Наша держава, 2010[12]
- Борис Ширяев в оккупированном Крыму // Наша держава, 2011[13]
- Малоизвестное о профессоре Таврического университета историке Г. В. Вернадском[14]
- Вехи векового пути: основные этапы истории исторического образования в ведущем ВУЗе Республики Крым // История и Архивы, 2020 № 1[15]

## Награды
- 2004 — премия имени В. И. Вернадского Таврического национального университета им. В. И. Вернадского за монографии «Тайны крымских застенков. Документальные очерки о жертвах политических репрессий в Крыму в 1920—1940-е годы» и «Секретно»: архиепископ Крымский Лука (Войно-Ясенецкий) под надзором партийно-советских органов".
- 2007 — премия Автономной Республики Крым за коллективную монографию «В. И. Вернадский и Крым: люди, места, события…»[16]
- 2013 — премия имени академика Б. Д. Грекова сообщества архивистов Крыма[17]
- 2017 — почётное звание Республики Крым «Заслуженный работник образования Республики Крым»[18]